# Unrar
Unrar es el nombre de dos aplicaciones diferentes para extraer archivos RAR.

## Software libre UnRAR
Unrar es software libre y publicado bajo licencia GPL. Esta aplicación ha sido creada debido a la implementación del formato RAR3 por RARLAB en sus archivos WinRAR. La biblioteca unrarlib solo soporta RAR y RAR2.

### Descripción general
Este programa es un simple comando que puede extraer archivos RAR y no rivaliza con las características de los programas unrar de pago, aunque se ha tenido especial cuidado en que cubra la mayor parte de las necesidades de los usuarios.

## Freeware restringido UnRAR
Este UnRAR es distribuido por RARLAB, los creadores de los comerciales archivos WinRAR. El código fuente no está licenciado bajo una licencia de software libre. Puede extraer archivos RAR 3.x no soportados por el software libre Unrar.